# Ferizaj
Ferizaj (del albanés: Ferizaj(i) ‘[fɛɾiˑzaj(i)]’) en serbio: Урошевац · Uroševac [uroʂɛʋat͡s] ant. Ferizovići (Феризовић) [fɛɾɨzoʋɨt͡ʃɨ]) es una ciudad y municipio de Kosovo, situada a unos 40 kilómetros (25 millas) al sur de la capital Pristina. Es el centro administrativo del distrito homónimo.
Es una gran llanura agrícola. Su población se estima de 160.000 a 170.000 en 2007. En sus inmediaciones se encuentra Camp Bondsteel, la mayor base militar norteamericana fuera de su territorio, utilizada por la misión KFOR de la OTAN.

## Galería

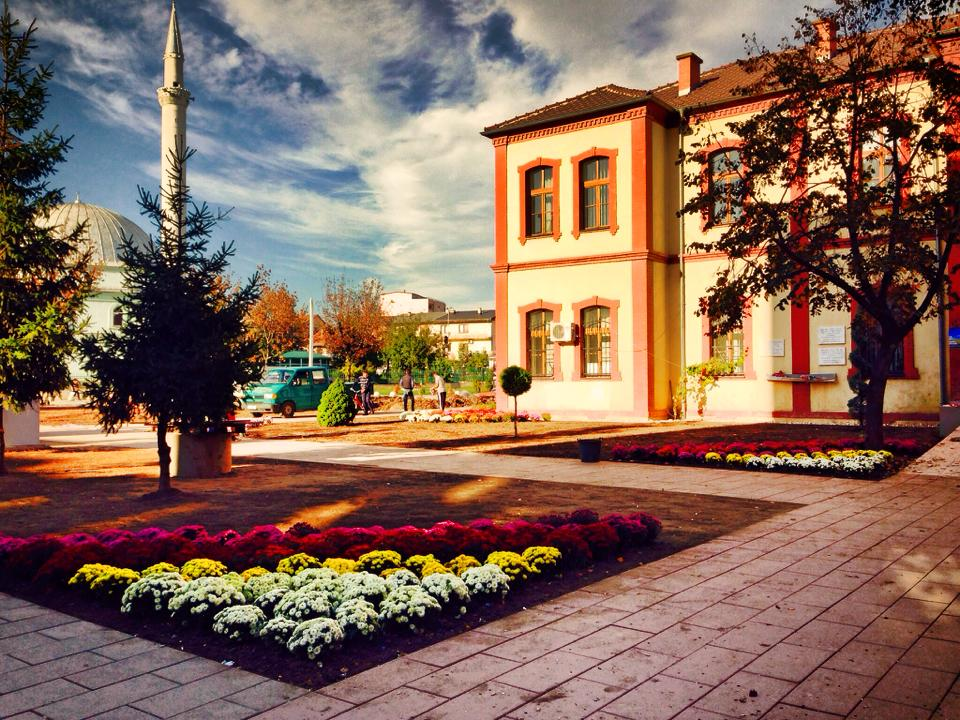
Biblioteca de Uroševac
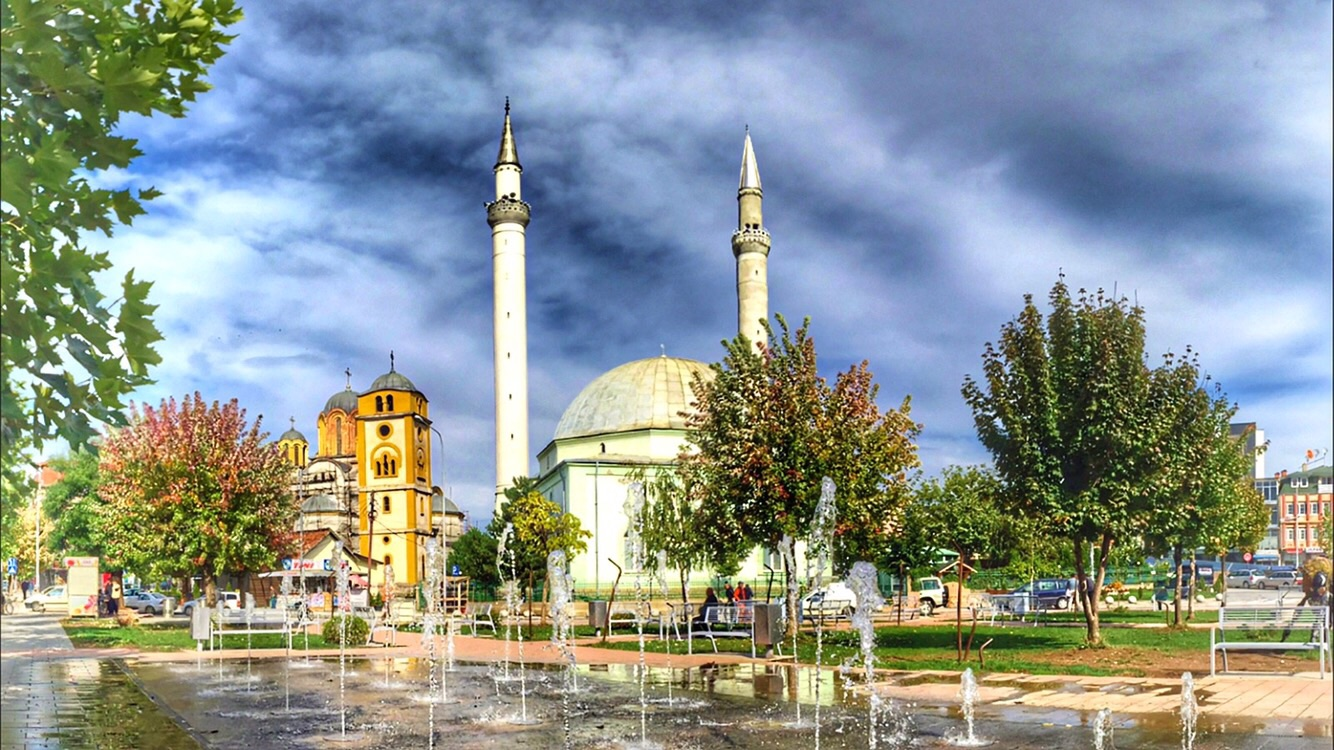
Mešquita del centro de Uroševac
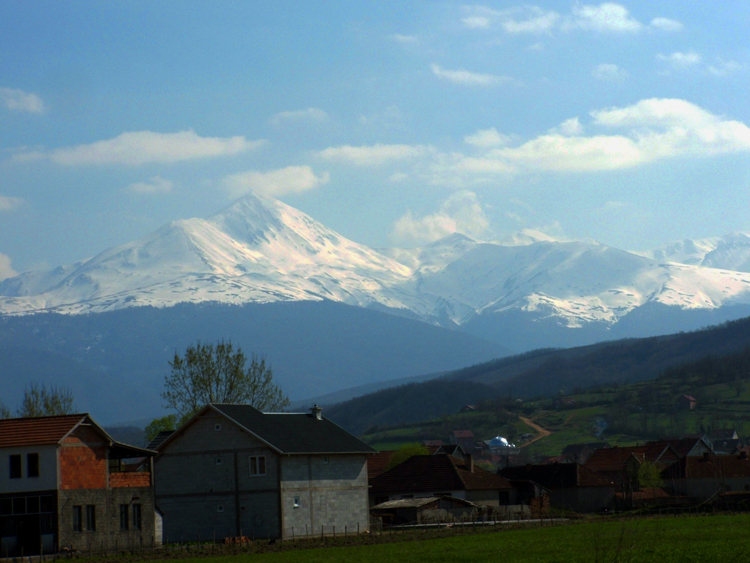

## Demografía
| Gráfica de evolución de Ferizaj entre 1948 y 2011 |
|                                                   |
| División Kosovo                                   |

De acuerdo al censo de 2011, la ciudad cinraba con 42 628 habitantes, mientras que el municipio con 108 610.